# Gustav Oberbracht
Gustav Oberbracht (* 1847 in Siebenhöfen (Blomberg); † 11. November 1909 ebenda) war ein deutscher Gutsbesitzer und Mitglied des Landtags Lippe.

## Leben
Gustav Oberbracht besaß das Gut Siebenhöfen bei Blomberg. Bei der Landtagswahl in Lippe 1892 trat er als Mitglied der Deutschkonservativen Partei im Wahlkreis IV (Ämter Horn, Schieder, Schwalenberg und Lipperode) an.  298 Einwohner waren wahlberechtigt, 198 gaben ihre Stimme ab; Oberbracht erreichte einen Stimmenanteil von 66,4 %. 
1904 verlor er  sein Landtagsmandat wegen seiner Haltung im Lippischen Thronfolgestreit. 1908 konnte er seinen Wahlkreis wiedergewinnen. 
Oberbracht gehörte nicht zu den Durchschnittspolitikern. Er zählte neben dem Abgeordneten Wilhelm Schemmel zu den herausragenden Persönlichkeiten in seiner Partei.

### Familie
Er war verheiratet mit Johanne Tigges. Der älteste Sohn Karl (1885–1931) gehörte ebenfalls dem Lippischen Landtag an.

### Öffentliche Ämter
- Vorsitzender des Landwirtschaftlichen Vereins Blomberg-Schieder
- Kirchenvorstand in Reelkirchen